# Meridionalla
Meridionalla es un género de foraminífero planctónico de la subfamilia Abathomphalinae, de la familia Globotruncanidae, de la superfamilia Globotruncanoidea, del suborden Globigerinina y del orden Globigerinida. Su especie tipo era Hedbergella murphyi. Su rango cronoestratigráfico abarcaba desde el Albiense medio (Cretácico inferior) hasta el Campaniense (Cretácico superior).

## Descripción
Meridionalla incluía especies con conchas trocoespiraladas, de forma globular cóncavo-convexa; sus cámaras tenían forma globular a ovalada; sus suturas intercamerales eran rectas e incididas; su contorno era subcuadrado y lobulado; su periferia era redondeada; su ombligo era pequeño; su abertura principal era umbilical-extraumbilical, bordeada por un pórtico; presentaban pared calcítica hialina, finamente perforada, con una superficie rugosa o costulada, con costillas dispuestas meridionalmente.

## Discusión
Un año después de la definición de Meridionalla, se definió Costellagerina con similares características diagnósticas aunque con diferente especie tipo. El autor de Meridionalla reclamó que su taxón tenía prioridad y por tanto consideró Costellagerina un sinónimo subjetivo posterior, a pesar de ser coautor de este último género. Sin embargo, tras analizar en detalle el holotipo de su especie tipo con microscopio electrónico de barrido, otros autores han considerado Meridionalla un género inválido porque se basó en una característica (superficie costulada) inexistente en dicha especie. Según estos autores, el género Costellagerina es el nombre correcto para el concepto taxonómico que se quiso atribuir a Meridionalla. Sin embargo, el autor de Meridionalla ha continuado reclamando la prioridad de este taxón, replicando que la especie tipo presenta costillas tal como había sido confirmado con anterioridad, y que las imágenes a través de microscopio electrónico de barrido pueden impedir ver detalles que si se observan con un estereomicroscopio binocular al poder manipular y mover el ejemplar. El autor ha continuado utilizando Meridionalla en sus publicaciones.
Clasificaciones posteriores incluirían Meridionalla en la superfamilia Globigerinoidea. Algunas clasificaciones lo incluido en la subfamilia Ananiinae.

## Clasificación
Meridionalla incluye a la siguiente especie:
- Badriella mouradi †